# 图比尤茨 (科罗拉多州)
图比尤茨（英語：Two Buttes），是美国科罗拉多州巴卡县下属的一座城市。建市于1911年10月19日，面积大约为0.248平方英里（0.642平方公里）。根据2010年美国人口普查，该市有人口43人。2011年估计该市有人口42人，相比2010年人口增长率为-2.33%。同时，论人口该市是科罗拉多州第267大城市。